# Hambruna en Corea del Norte
La Hambruna de Corea del Norte comenzó en 1994 y alcanzó su cénit en 1997. Tras las inundaciones de 1995 y 1996, Corea del Norte cayó en una espiral de pobreza que parecía no tener fin: en 1997, según un estudio de la Unicef, más de ochocientos mil niños sufrían de severa desnutrición y al menos cien mil estaban en peligro de morir. En 1999, el propio gobierno de Pionyang había admitido la muerte de cerca de 220.000 personas debido a la hambruna, aunque según la CNN, las cifras podrían haber alcanzado los dos millones, lo que representaría al 10% de la población total. Los datos aportados por la Oficina del Censo de los Estados Unidos, reflejan a que entre los años 1993 y 2008, respectivamente, el exceso total de muertes estaría entre aproximadamente 500.000 a 600.000.

## Orígenes y causas
Hasta la década de 1990, Corea del Norte no había sufrido hambrunas; los arrozales norcoreanos eran más productivos que los de Corea del Sur, pero esa prosperidad era posible gracias a fuertes subsidios, grandes obras de irrigación y un uso abundante de fertilizantes, todo eso se sostenía con ayudas del exterior, principalmente de la Unión Soviética y de China, que cesaron a principios de la década de 1990. La crisis económica declarada luego en los países de la Comunidad de Estados Independientes -heredera de la URSS-, que eran los principales socios comerciales de Corea del Norte, y el posterior colapso de la URSS agravaron las dificultades financieras. El país se quedó sin recursos para mantener su maquinaria agrícola y sus fábricas de fertilizantes.
El gobierno norcoreano intentó suplir las pérdidas de cosechas de arroz ganando para el cultivo tierras marginales.
El inicio del mandato del nuevo presidente Kim Jong-il, hijo y heredero de su padre Kim Il-sung, comenzado en 1994, coincidió con un periodo de escasez extrema de alimentos que provocó una tremenda hambruna. La carencia de comida tuvo su origen en las lluvias torrenciales que cayeron sobre el territorio norcoreano a finales de los 80, y que destruyeron parte aquel sistema de irrigación de los campos, las reservas de semillas y los almacenes donde se guardaban los fertilizantes. En 1995 esta situación se agravó al conjugarse con una serie de inundaciones que tuvieron lugar en el país, las mayores lluvias torrenciales registradas en más de 70 años, destruyendo gran parte de la infraestructura y las fuentes de energía, además de destruyendo todos los almacenes subterráneo de grano y alimentos, provocando que la hambruna se hiciera patente.

## Consecuencias
Entre los años 1994 y 1998, cifras oficiales del gobierno dadas a conocer por Jon In Cha, funcionario del «Comité para la Rehabilitación de los Damnificados de Corea del Norte», revelaron que existieron 220 000 defunciones debido a la falta de alimentos, no obstante, según algunas organizaciones humanitarias, entre uno y dos millones fueron las personas que fallecieron. A finales de 1998, UNICEF y el Programa Mundial de Alimentos de las Naciones Unidas (PMA), publicaron el primer estudio científico de la falta de alimentos que sufre Corea del Norte. El 60% de los niños menores de siete años estaban “atrofiados” física o mentalmente debido a la desnutrición, que data de mucho antes de la crisis.
Se calcula que centenares o quizá miles de norcoreanos huyeron hacia China en busca de comida debido a la hambruna. Sin embargo, su situación en ese estado es muy precaria al sufrir la intimidación y el encarcelamiento a manos de las fuerzas de seguridad. A pesar de ello, muchos manifestaron su intención de volver a Corea una vez la crisis hubiese remitido. Aunque China es un Estado parte de la Convención sobre el Estatuto de los Refugiados, muchos norcoreanos son regresados a su país, donde corren peligro de sufrir violaciones de derechos humanos tales como el encarcelamiento en condiciones penosas, la tortura y la pena de muerte.

## Actualidad
En el año 2008, en un estudio conjunto del Programa Mundial de Alimentos (PMA) y la FAO se estimó que un 40% de la población norcoreana (unos 9,7 millones de personas) necesitaría ayuda alimentaria desde ese año en adelante. Previó que entre los años 2008 y 2009 habría un déficit de 837 000 toneladas de cereales, y que la hambruna seguiría siendo un grave problema en Corea del Norte, aunque no tan devastador como en la mitad y finales de los años 90, debido a nuevas inundaciones en el año 2007 y a reducciones de la ayuda alimenticia proveniente del exterior.